# 3 Armia Wojska Polskiego
3 Armia Wojska Polskiego (3 AWP) – związek operacyjny Wojska Polskiego.
6 października 1944 roku na wschodnich terenach Polski rozpoczęto organizację 3 AWP, w ramach Frontu Polskiego.
15 listopada 1944 roku, w związku z zaniechaniem tworzenia Frontu Polskiego, formowanie jednostki 3 Armii WP przerwano, a oddziały wcielono do 1 AWP, 2 AWP, Odwodu Naczelnego Dowództwa lub rozformowano. Uzbrojenie i sprzęt techniczny zwrócono do składnic 1 Frontu Białoruskiego.

## Obsada personalna Dowództwa 3 AWP
- Dowódca – gen. dyw. Karol Świerczewski
- zastępca dowódcy do spraw politycznych – ppłk Apolinary Minecki
- szef Oddziału Operacyjnego i p.o. szefa sztabu – płk Franciszek Andrijewski
- dowódca Wojsk Pancernych i Zmotoryzowanych – gen. bryg. Jan Mierzycan
- szef Wojsk Inżynieryjnych – gen. bryg. Aleksiej Giermanowicz
- szef Wojsk Łączności – płk Romuald Malinowski
- zastępca dowódcy artylerii – płk Aleksiej Griszkowski
- kwatermistrz – płk Ignacy Szypica
- prezes Sądu Wojskowego 3 Armii WP – mjr Marian Krupski

## Struktura organizacyjna 3 AWP
- Dowództwo 3 Armii Wojska Polskiego
- 6 Dywizja Piechoty
- 10 Dywizja Piechoty
- 11 Dywizja Piechoty
- 12 Dywizja Piechoty
- 4 Dywizja Artylerii Przeciwlotniczej
- 10 Brygada Artylerii Ciężkiej
- 11 Brygada Artylerii Przeciwpancernej
- 5 Brygada Saperów
- 3 Brygada Zaporowa
- Brygada Pancerna (przydzielona z ACz)
- 4 samodzielny pułk moździerzy
- 5 samodzielny pułk łączności
- 6 samodzielny pułk czołgów ciężkich
- 8 zapasowy pułk piechoty
- 4 samodzielny batalion obrony chemicznej
- 7 samodzielny batalion samochodowo-transportowy
- 8 samodzielny batalion eksploatacji dróg
- 9 samodzielny batalion samochodowo-transportowy
- 9 dywizjon artyleryjskiego rozpoznania pomiarowego
- 12 samodzielny liniowy batalion łączności
- 13 samodzielny batalion budowy mostów
- 14 samodzielny liniowy batalion łączności
- 15 samodzielny batalion budowy dróg
- 35 samodzielny zmotoryzowany batalion pontonowo-mostowy (10 X 1944 → 3 Zmot. BPont.-Most.)
- 13 samodzielna kompania obserwacji powietrznej i łączności
- Wydział Informacji 3 Armii WP
- Sąd i Prokuratura Wojskowa 3 Armii WP
- Szkoła Chorążych 3 Armii WP